# Кубок Угорщини з футболу 1929—1930
Кубок Угорщини з футболу 1929—1930 — 12-й розіграш турніру. Переможцем змагань вперше став клуб не із Будапешту  — «Бочкаї» з міста Дебрецен. Турнір був зіграний після річної паузи, адже у сезоні 1928-29 не проводився.

## Чвертьфінали
| Переможці     | Рахунок  | Переможені |
| ------------- | -------- | ---------- |
| «Ференцварош» | 3:2      | Уйпешт     |
| «Бочкаї»      | 4:2      | «Шомодь»   |
| «Шабарія»     | 1:1, 2:0 | «Керюлеті» |
| «Баштя»       | +:-      | «Хунгарія» |

## Півфінали
| Переможці | Рахунок   | Переможені    |
| --------- | --------- | ------------- |
| «Бочкаї»  | 2:0       | «Ференцварош» |
| «Баштя»   | 3:2 (д.ч) | «Шабарія»     |

## Матч за третє місце
| Переможці     | Рахунок | Переможені |
| ------------- | ------- | ---------- |
| «Ференцварош» | 7:1     | «Шабарія»  |

## Фінал
| 26 червня 1930 |

| « Бочкаї »                             | 5 — 1 | «Баштя»    |
| -------------------------------------- | ----- | ---------- |
| 5' 12' 23' Телекі 10' Маркош 25' Шаньї |       | 13' Кіттль |

| Хунгарія Кьоруті, Будапешт Глядачів: 1200 Арбітр: Арпад Кляйн |

| Бочкаї  |                 |
|         |                 |
| ВР      | Іван Фаркаш     |
| ЗХ      | Режьо Фехер     |
| ЗХ      | Ференц Мольнар  |
| ПЗ      | Іштван Вампетіч |
| ПЗ      | Тібор Шаньї     |
| ПЗ      | Рудольф Кевіцкі |
| НП      | Імре Маркош     |
| НП      | Єне Вінце       |
| НП      | Паль Телекі     |
| НП      | Янош Море       |
| НП      | Лайош Мароші    |
| Тренер: |                 |
| ?       |                 |

| Баштя   |                |
|         |                |
| ВР      | Іштван Бенеда  |
| ЗХ      | Лайош Шірай    |
| ЗХ      | Режьо Емоді    |
| ПЗ      | Іштван Курунці |
| ПЗ      | Єне Тот        |
| ПЗ      | Лайош Рафаї    |
| НП      | Міхай Хернаді  |
| НП      | Дьюла Кіттль   |
| НП      | Янош Хаваш     |
| НП      | Матіаш Кораньї |
| НП      | Імре Хармат    |
| Тренер: |                |
| ?       |                |